# Spermatozoon
Spermatozoon é o terceiro álbum de estúdio da banda brasileira Cidadão Quem, lançado em 1998.
Em Novembro de 1998, o CD Spermatozoon foi lançado. Marcou uma retomada ao espírito inicial do grupo, uma volta às raízes, à simplificação. O disco foi gravado em Porto Alegre, sendo mixado e masterizado em Nova Iorque. Ficou marcado como o primeiro disco do selo gaúcho, Zoom Records. Os singles "Pinhal" e "Dia Especial" tornaram-se um dos maiores sucesso do grupo, com destaque para "Um Dia", cujo clipe marcou após várias exibições na MTV.
Foi durante o tour de Spermatozoon, que ocorreu o fato mais triste da história da banda. No dia 11 de julho de 1999, o baterista Cau Hafner faleceu em um salto de pára-quedas.  Paula Nozzari o substituiria no grupo.

## Faixas
Todas as músicas por Duca Leindecker.
| N.º | Título             | Duração |  |
| 1.  | "João"             | 3:50    |  |
| 2.  | "Dia Especial"     | 3:26    |  |
| 3.  | "População"        | 0:05    |  |
| 4.  | "Bossa"            | 3:22    |  |
| 5.  | "Prisioneiro"      | 3:22    |  |
| 6.  | "Álbum de Papel"   | 4:00    |  |
| 7.  | "Touch"            | 2:33    |  |
| 8.  | "Pinhal"           | 3:39    |  |
| 9.  | "Anatomia"         | 0:15    |  |
| 10. | "La Recherche II"  | 4:04    |  |
| 11. | "Um Dia"           | 3:25    |  |
| 12. | "PQD"              | 3:02    |  |
| 13. | "Luzes da Estação" | 4:19    |  |

## Créditos
- Duca Leindecker – Vocal e Guitarra
- Luciano Leindecker – Baixo
- Cau Hafner - Bateria